# Matthew Burton

a Compétitions nationales et continentales officielles uniquement.

b Matchs officiels uniquement.
Matthew Burton dit Matt Burton, né le 14 mars 2000 à Dubbo (Australie), est un joueur australien de rugby à XIII évoluant aux postes de demi d'ouverture, de demi de mêlée ou de centre dans les années 2010 et 2020.
Natif de Nouvelle-Galles du Sud, il pratique le rugby à XIII durant son enfance et intègre la section jeunes des Penrith Panthers. Il dispute quelques rencontres de National Rugby League (« NRL ») lors des saisons 2019 et 2020 mais se rend indispensable lors de la saison 2021 qui le voit être nommé meilleur centre de la NRL et remporter le titre de NRL avec les Penrith Panthers. Avant cette saison mémorable, il avait pris un engagement auprès des Canterbury-Bankstown Bulldogs pour intégrer ces derniers à partir de la saison 2022. Sous ses nouvelles couleurs, il est replacé à la charnière avec Kyle Flanagan puis Toby Sexton, principalement au poste de demi d'ouverture et en devient également le botteur.
A son arrivée aux Canterbury-Bankstown Bulldogs, Matt Burton connaît également des convocations dans des sélections. Avec l'Australie, il prend part à la Coupe du monde en 2022 remportée face aux Samoa. Au State of Origin, il connaît également deux sélections avec la sélection de Nouvelle-Galles du Sud lors de l'édition 2022.

## Palmarès
- Collectif :
  - Vainqueur  de la Coupe du monde : 2022 (Australie).
  - Vainqueur de la National Rugby League : 2021 (Penrith).
  - Finaliste de la National Rugby League : 2020 (Penrith).

- Individuel :
  - Elu meilleur centre de la National Rugby League : 2021 (Penrith).

### Détails en club
| Saison | Saison               | Championnat | Championnat | Championnat | Championnat | Championnat | Championnat | Championnat | State of Origin | State of Origin | State of Origin | State of Origin | State of Origin | State of Origin | State of Origin | Sélection | Sélection | Sélection | Sélection | Sélection | Sélection | Sélection |
| Saison | Saison               | Comp.       | Class.      | M           | Pts         | Ess.        | Buts        | Dp.         | Ed.             | Rés.            | M               | Pts             | Ess.            | Buts            | Dp.             | Compet.   | M         | Pts       | Ess.      | Buts      | Dp.       |           |
| ------ | -------------------- | ----------- | ----------- | ----------- | ----------- | ----------- | ----------- | ----------- | --------------- | --------------- | --------------- | --------------- | --------------- | --------------- | --------------- | --------- | --------- | --------- | --------- | --------- | --------- | --------- |
| 2019   | Penrith Panthers     | NRL         | 10e         | 1           | -           | -           | -           | -           |                 |                 |                 |                 |                 |                 |                 |           |           |           |           |           |           |           |
| 2020   | Penrith Panthers     | NRL         | Finaliste   | 5           | 12          | 3           | -           | -           |                 |                 |                 |                 |                 |                 |                 |           |           |           |           |           |           |           |
| 2021   | Penrith Panthers     | NRL         | Champion    | 26          | 81          | 17          | 6           | 1           |                 |                 |                 |                 |                 |                 |                 |           |           |           |           |           |           |           |
| 2022   | Canterbury-Bankstown | NRL         | 12e         | 24          | 125         | 6           | 50          | 1           | 2022            | Perdant         | 2               | 4               | 1               | -               | -               | CM        | 2         | 4         | 1         | -         | -         |           |
| 2023   | Canterbury-Bankstown | NRL         | 15e         | 23          | 138         | 4           | 60          | 2           |                 |                 |                 |                 |                 |                 |                 |           |           |           |           |           |           |           |
| 2024   | Canterbury-Bankstown | NRL         | 1er tour    | 23          | 187         | 9           | 74          | 3           |                 |                 |                 |                 |                 |                 |                 |           | 3         | -         | -         | -         | -         |           |
| 2025   | Canterbury-Bankstown | NRL         |             | 2           | 14          | -           | 7           | -           |                 |                 |                 |                 |                 |                 |                 |           |           |           |           |           |           |           |